# Ecocitex
Ecocitex es una empresa chilena de reciclaje textil, que vende ropa de segunda mano y accesorios creados a partir de ropa de segunda mano en mal estado, y produce y vende lana reciclada a partir de ropa de segunda mano en mal estado.

## Contexto
La industria textil es una industria especialmente contaminante, que sería responsable del 10% de las emisiones de gases de efecto invernadero en el mundo. En Chile, alrededor de 550 toneladas de textiles terminan en vertederos cada año.Además en 2021, se viralizaron imágenes de vertederos de ropa usada en el desierto de Atacama.

## Creación e historia de la empresa.
La empresa Ecocitex nació en 2020, como forma de valorización industrial de textiles en mal estado recibidos por la empresa textil de segunda mano Travieso. En septiembre de 2019, esa empresa, creada por Rosario Hevia y Daniela Ehijo, tenía más de 400 kilogramos de ropa en mal estado, y tras descubrir una hilandería, Rosario Hevia intentó crear un hilo a partir de esa ropa, y lo logró vender por completo en la tienda Travieso. Rosario Hevia y cuatro otros socios compraron entonces la hilandería, que estaba en quiebra, y crearon Ecocitex. Rosario Hevia se convirtió en su gerenta general.
El nombre de Ecocitex proviene de economía circular textil.
En junio de 2023, un incendio afectó a la fábrica y la empresa perdió nueve de sus máquinas, todo el inventario, y la tienda, ubicados en la comuna de Macul.

## Proceso de reciclaje e impacto ambiental
Ecocitex recibe todo tipo de prendas, que luego son clasificadas en tres categorías: las que están en buen estado se venden o regalan, las que están en mal estado se transforman en sombreros o accesorios y las que están en muy mal estado se reciclan. Esas últimas se clasifican nuevamente, esta vez por color, luego se cortan en pedazos, se desmenuzan y finalmente se convierten en lana de ropa reciclada.
El proceso no utiliza ni agua ni tintura.
En 2023, la empresa indicó que reciclaba 4 toneladas de ropa por mes pero que tenía una capacidad de reciclaje de 20 toneladas.

## Modelo económico
La empresa vende ropa en buen estado, así como ropa transformada y lana reciclada.
Ecocitex registró pérdidas durante sus primeros tres años de operación. En 2021, su gerenta general indicó que la empresa « recibe más ropa de la que recicla y recicla más de lo que se vende ». En 2023, la empresa logró tener tres meses sin pérdidas pero los socios aún no reciben salario.

## Impacto social
La empresa emplea a personas privadas de libertad y personas en reinserción social para parte del proceso, y para ello trabaja con la fundación Abriendo Puertas.